# West Orange (Texas)
West Orange es una ciudad ubicada en el condado de Orange en el estado estadounidense de Texas. En el Censo de 2010 tenía una población de 3443 habitantes y una densidad poblacional de 388,13 personas por km².

## Geografía
West Orange se encuentra ubicada en las coordenadas 30°4′45″N 93°45′34″O / 30.07917, -93.75944. Según la Oficina del Censo de los Estados Unidos, West Orange tiene una superficie total de 8.87 km², de la cual 8.82 km² corresponden a tierra firme y (0.53%) 0.05 km² es agua.

## Demografía
Según el censo de 2010, había 3443 personas residiendo en West Orange. La densidad de población era de 388,13 hab./km². De los 3443 habitantes, West Orange estaba compuesto por el 83.68% blancos, el 6.13% eran afroamericanos, el 0.61% eran amerindios, el 0.52% eran asiáticos, el 0.03% eran isleños del Pacífico, el 7% eran de otras razas y el 2.03% pertenecían a dos o más razas. Del total de la población el 12.26% eran hispanos o latinos de cualquier raza.